# Niemieżka
Niemieżka (lit. Nemėžėlė) – wieś na Litwie, w rejonie wileńskim, 4 km na północny wschód od Kowalczuków, zamieszkana przez 17 osób.
Wieś jest położona na wschód od sztucznego zbiornika Margejų tvenkinys, który powstał po przegrodzeniu rzeki Wilejki poniżej ujścia Niemieżki w miejscu dawnego bagna Zamojdziszki. Od wschodu znajduje się bagno Miedziałty.

## Historia
W dwudziestoleciu międzywojennym leżała w Polsce, w województwie wileńskim, w powiecie wileńsko-trockim, w gminie Szumsk.
Po II wojnie światowej w granicach Związku Sowieckiego. Od 1991 na niepodległej Litwie.